# Цимерит
Цимеритът е покритие нанасяно върху германските бронирани бойни машини по време на Втората световна война. Насочено е срещу противотанковите мини с магнитно прикрепяне, въпреки че Германия е единствената страна, която ги използва в голям брой. Създадено е от компания Chemische Werke Zimmer AG.
Покритието осигурява неравномерна повърхност, която намалява зоната на контакт между мината и корпуса на танка, и осигурява допълнително разстояние между тях. Собственото тегло на мината и вибрациите на машината не ѝ позволяват да се закрепи. Цимеритът не притежава антимагнитни свойства, а просто не позволява директен контакт с металния корпус и осигурява допълнително разстояние.
Цимеритът е нанасян на всички танкове и самоходни артилерийски оръдия със затворен покрив произвеждани в периода август 1943 г. – септември 1944 г. В редки случаи се използва при бронирани бойни машини с отворен покрив. Покритието дава характерен вид на машината.
Нанасянето на цимерит се осъществява в заводите, но при известен брой машини той е нанасян в полеви условия (преди официалното му въвеждане). Като цяло на съществуващите машини не е поставяно подобно покритие.
Нанасянето на цимерит спира през септември 1944 г. Това вероятно се дължи на предположенията, че противников снаряд може да подпали покритието, което по-късно се оказва безпочвено. Процесът по нанасянето добавял няколко дни към срока за производство, което в късните стадии на войната се оказва неприемливо. След войната британците извършват тестове на подобни материали върху танкове Чърчил, но решават да не ги използват. Следвоенните танкове нямат подобни покрития, но това се дължи на широкото разпространение на портативни противотанкови средства като Базука, които правят магнитните мини отживелица.

## Съставки
- 40 % Бариев сулфат – BaSO4
- 25 % поливинилацетат – ПВА
- 15 % пигмент (охра)
- 10 % Цинков сулфид – ZnS
- 10 % дървени стърготини

## Бронирани машини с покритие от цимерит
- Панцер III
- Панцер IV
- Пантера
- Тигър
- Sturmgeschütz III
- Sturmgeschütz IV
- Marder III
- Hornisse